# ジョン・ギル・ミレー

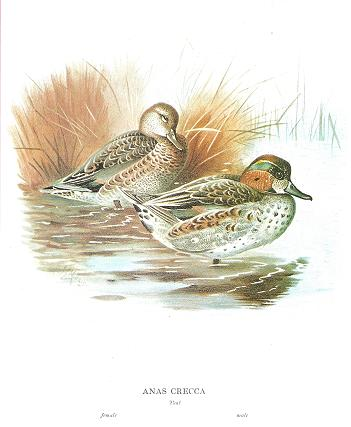
著書「Surface Feeding Ducks」の図版

ジョン・ギル・ミレー（John Guille Millais、1865年3月24日 - 1931年3月24日）は、イギリスの画家、博物学者、庭師、旅行作家である。野生動物や植物の絵を描いた。

## 略歴
スコットランドのパースで生まれた。有名な画家のジョン・エヴァレット・ミレー（1829-1896）とエフィー・グレイ（ 1828–1897）の7人兄弟の4男に生まれた。ロンドンとパースシャーで育ち、園芸や狩猟、野鳥など博物学に関心を持ち、少年時代にはスコットランドの海岸で狩猟した鳥のコレクションを作り、後に著書「スコットランドの野鳥猟師（The Wildfowler in Scotland）」でそのころの経験を著している。生涯にわたって約3,000点の標本のコレクションをした。
ミレーはスコットランドで軍務に就き、6年後に世界を旅するために退役した。旅への情熱をもち、自然を観察し記録し、図版を描いた。ヨーロッパやアフリカ、北アメリカを広く旅し、1880年代から90年代には、カナダとニューファンドランドを探検し 、アラスカの未踏の地の地図作成に協力した。
1903年、ミレーは帝国野生生物保護協会 (Society for the Preservation of the Wild Fauna of the Empire) の共同設立者となった。有名なハンターや探検家と知り合った。
1914年に第一次世界大戦が始まると、ミレーはノルウェーとアイスランドのイギリス海軍の秘密部隊に配属され対スパイ活動に携わった。
鳥類学者および鳥を描く博物画家として高く評価され、1890年から1914年にかけて、鳥類学や博物学の著書を出版した。鳥類学者として、カモ類に関する著作3点が代表的なもので、著作の図版は自ら描いた他、アーチボルド・ソーバーンやジョージ・エドワード・ロッジも描いた。1917年にはツツジ（Rhododendron）に関する植物に関する著作も出版した。画家の父親の伝記や探検家のフレデリック・セルー（Frederick Selous）の伝記も出版した。
イングランド南東部のウェスト・サセックスのホーシャムに私立博物館を作り収集した標本を収蔵した。1931年にホーシャムで亡くなった。

## 主な著作
- Game Birds and Shooting Sketches  Henry Sotheran, 1892* A Breath From The Veldt (frontispiece by John Everett Millais), Henry Sotheran, 1895 2nd ed 1899
- British Deer and Their Horns, Longmans, 1897
- The Life and Letters of Sir John Everett Millais, Methuen 1899, abridged 1905
- The Wildfowler in Scotland, Longmans, 1901
- The Natural History of British Surface-Feeding Ducks, Longmans, 1902
- The Mammals of Great Britain and Ireland, (three volumes) Longmans, 1904/5/6
- Newfoundland and Its Untrodden Ways, Longmans, 1907
- The Natural History of British Game Birds, Longmans, 1909
- British Diving Ducks, Longmans, 1913
- Deer and Deer Stalking, Longmans, 1913
- Rhododendrons and Their Various Hybrids, Longmans, 1917
- The Life of Frederick Courteney Selous D.S.O., Longmans, 1918
- Wanderings and Memories, Longmans, 1919
- Rhododendrons (second series), Longmans, 1924
- Far Away Up The Nile, Longmans, 1924
- Magnolias, Longmans, 1927

## 作品

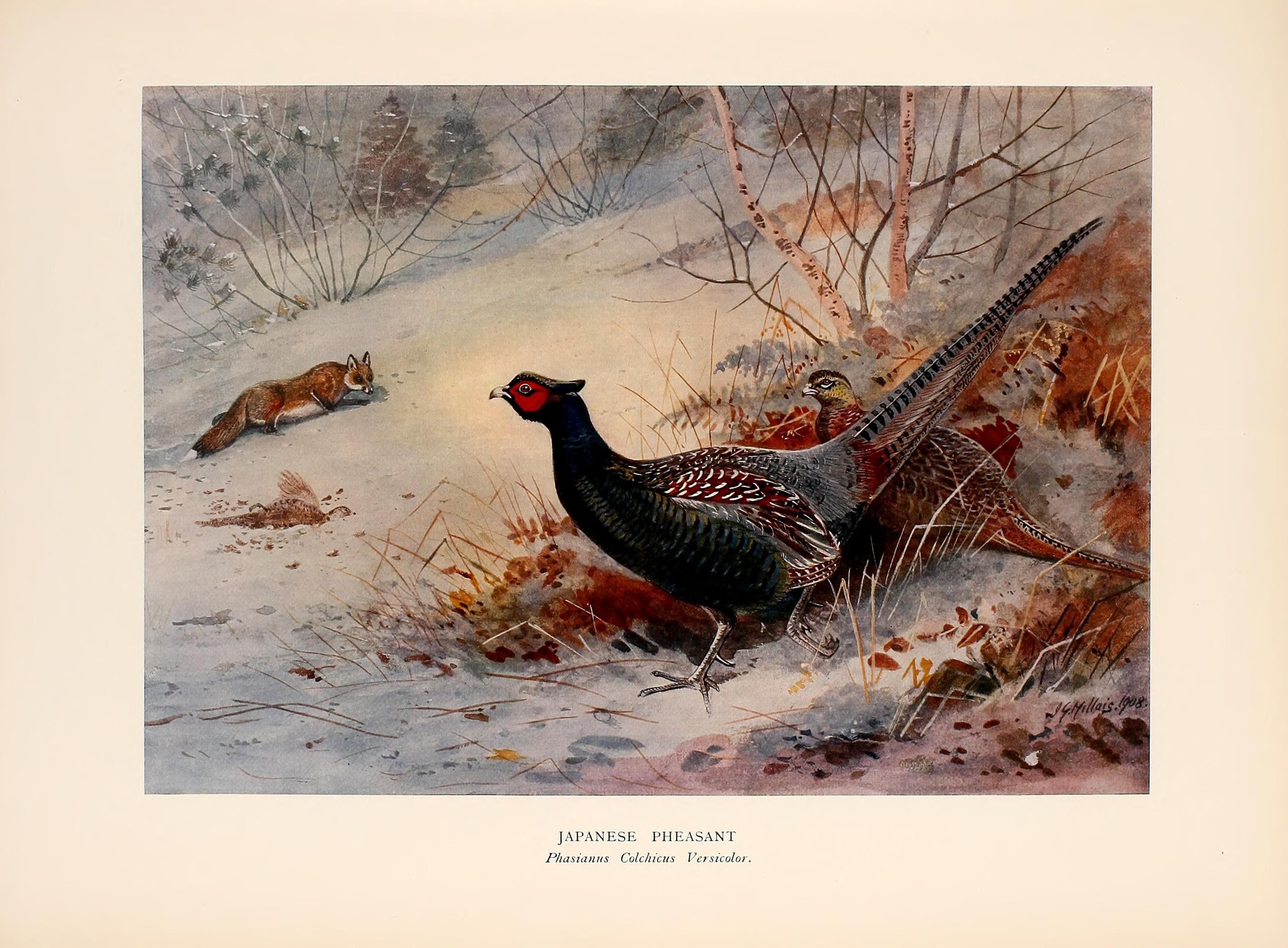
狩猟される鳥の博物誌の図版 (1909)
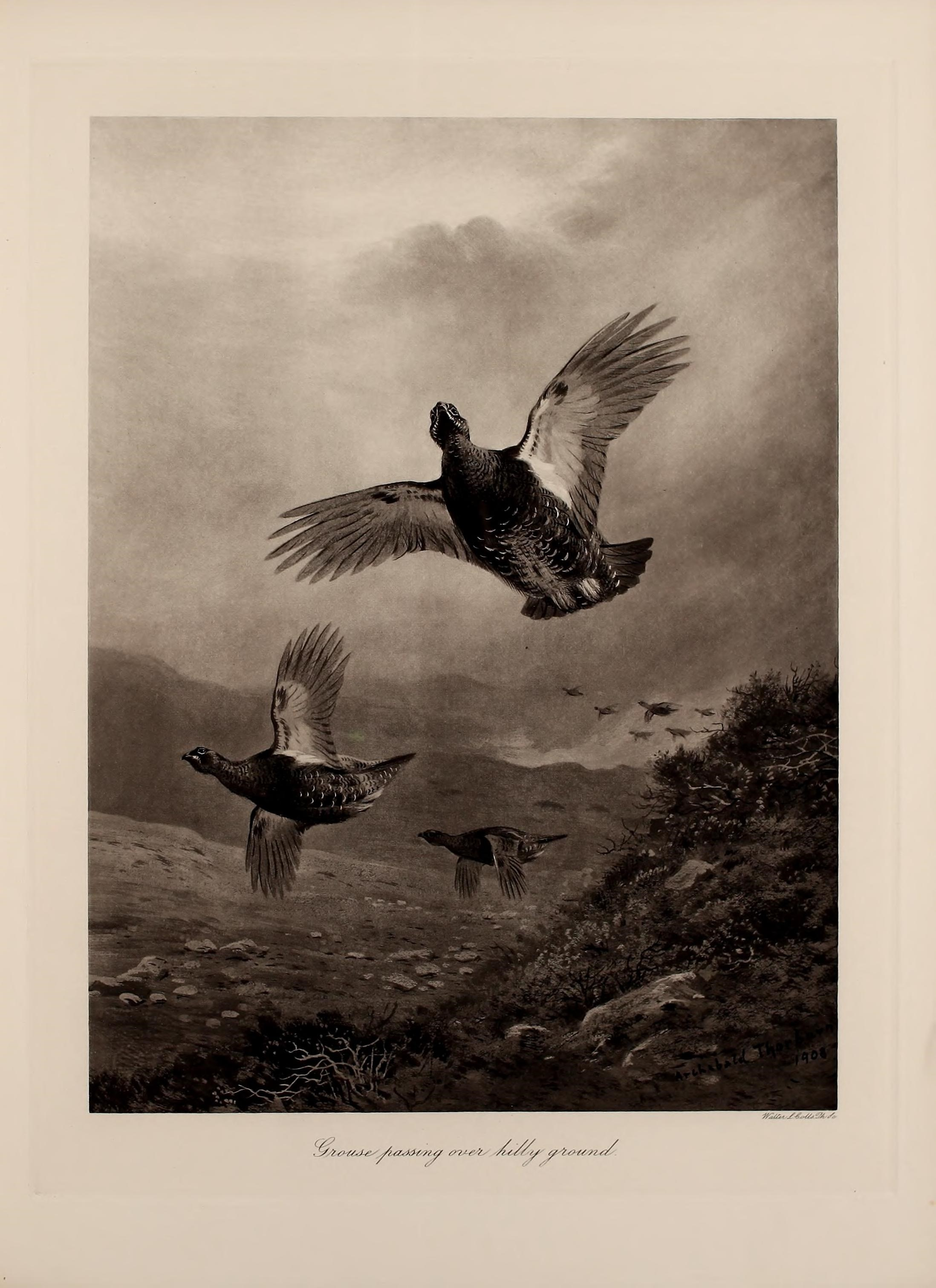
同左
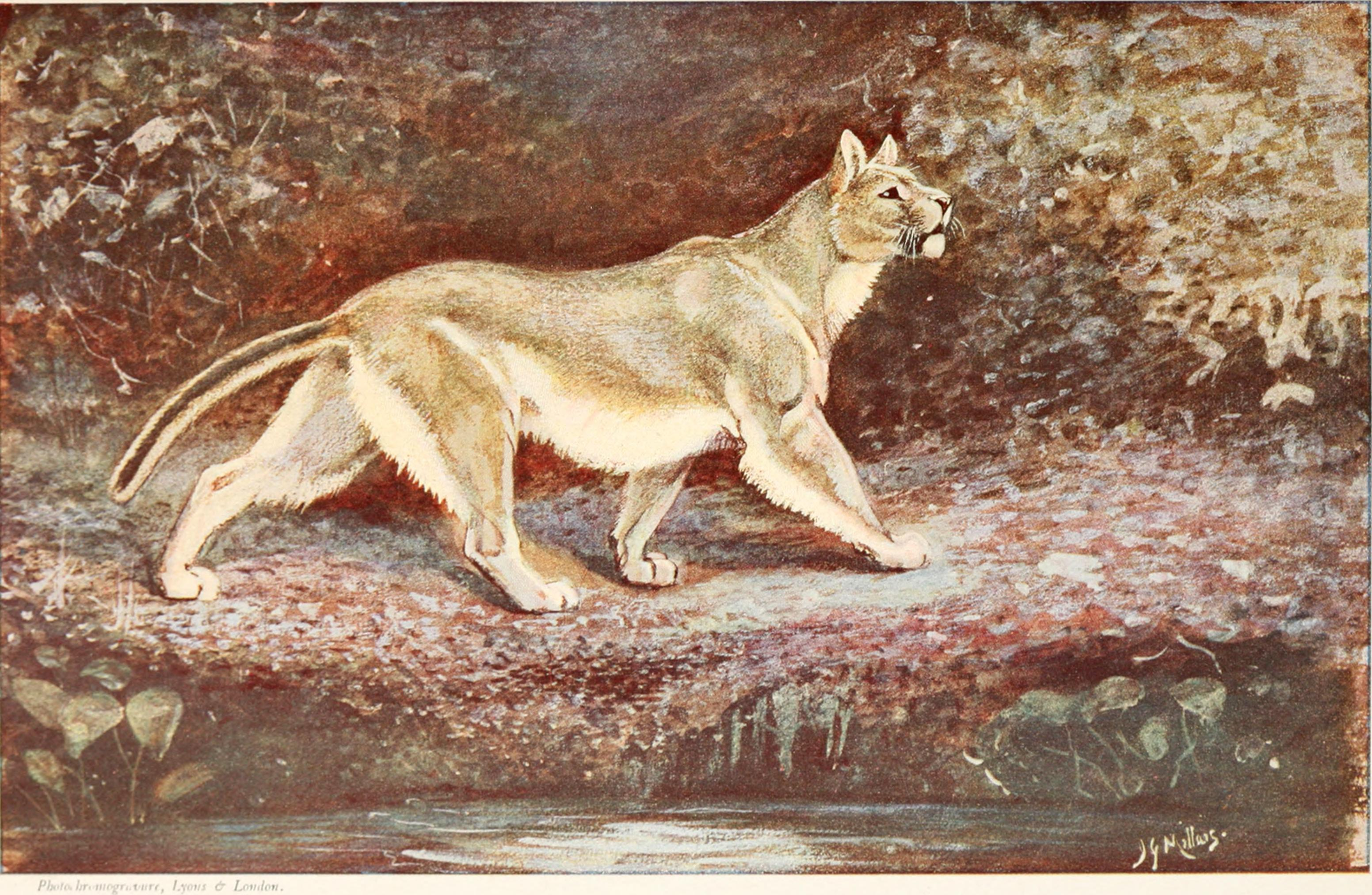
パタゴニア旅行記の図版 (1902)
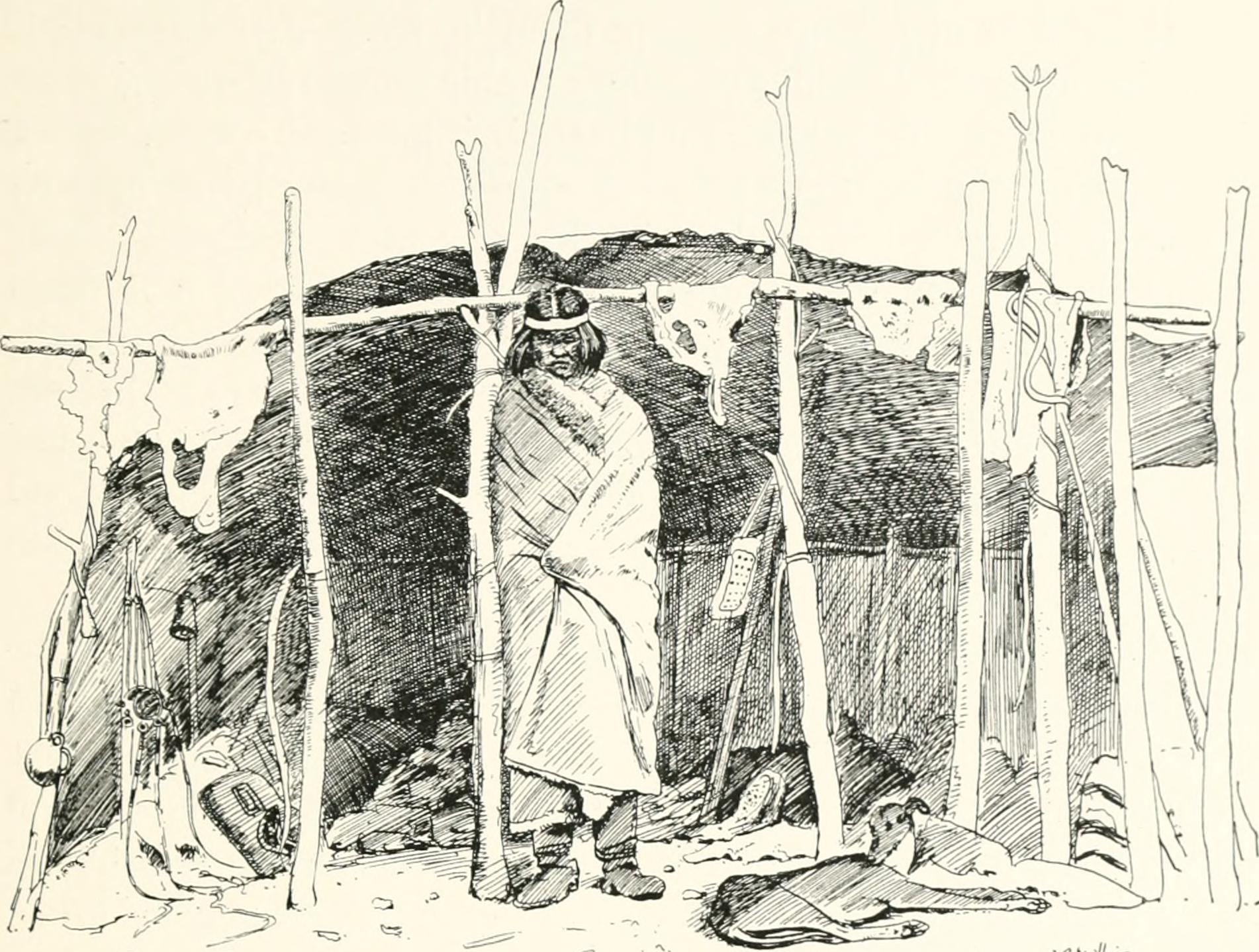
パタゴニア旅行記の図版